# PAC CT/4 Airtrainer
Die PAC CT/4 Airtrainer ist ein zweisitziges Schulflugzeug des neuseeländischen Herstellers Pacific Aerospace.

## Geschichte und Konstruktion
PAC Vorgänger Aero Engine Services Ltd leitete die CT/4 aus dem früheren viersitzigen Prototyp Victa/AESL Aircruiser ab, selbst eine Weiterentwicklung der Victa/AESL Airtourer, deren Produktion in Australien in den 1960er Jahren begann und dann über Tasmanien nach Neuseeland verlegt wurde, wo in den 1970er Jahren 87 Exemplare in Hamilton hergestellt wurden.
Die CT/4 Airtrainer ist ein zweisitziger einmotoriger Ganzmetalleindecker mit nicht einziehbarem Bugradfahrwerk. Äußerlich unterscheidet sich die CT/4 von der Airtourer und Aircruiser vor allem durch den größeren Motor und die Cockpithaube.
Der CT/4 Prototyp ZK-DGY flog erstmals am 23. Februar 1972. Zwei Prototypen wurden gebaut, zu diesem Zeitpunkt ging bei AESL New Zealand Aerospace Industries Ltd. der erste Auftrag über 24 Exemplare von der Thailändischen Luftwaffe ein. Dieser Typ wurde dann auch von der Royal Australian Air Force als Anfängerschulflugzeug ausgewählt. Ab der 62. Maschine wurde die Maschine mit Detailverbesserungen, vor allem in der Instrumentierung, als CT/4B ausgeliefert. Die CT/4B wurde von der Royal New Zealand Air Force (19) und der Rhodesischen Luftwaffe (14) bestellt. Die rhodesischen Flugzeuge wurden auf Grund des mittlerweile verhängten Embargos nicht ausgeliefert und waren 6 Jahre eingelagert, bevor sie von der Royal Australian Air Force gekauft wurden. Dies verursachte finanzielle Probleme für den Hersteller, die nach Umorganisation und Neugründung nun den Namen Pacific Aerospace führte.
Obwohl seit mehreren Jahren die Produktion eingestellt war, wurden im Jahr 1991, in dem Versuch eine lukrative US-Air-Force-Ausschreibung zu gewinnen, zwei neue CT/4 Zellen produziert, die CT/4D Turboprop und die CT/4E mit einem 300-PS-Kolbenmotor, einem 3-Blatt Propeller und 100 mm längerem Rumpf, sowie nach hinten verschobener Tragfläche. Zu der Zeit erfolgten wieder Bestellungen, sodass PAC 1998 die Produktion der CT/4E für die Royal New Zealand Air Force (13) und Royal Thai Air Force (16) wieder aufnahm.

## Varianten
- CT/4A: Angetrieben von einem 210 PS starken Continental-Kolbenmotor, 78 produziert
- CT/4B: Angetrieben von einem 210 PS oder 225 PS Continental-Kolbenmotor, 38 gebaut
- CT/4C: Turboprop-Variante, umgebaute CT/4B der RNZAF, 1 Prototyp – später zurückgebaut
- CT/4D: (auch CT/4CR genannt) Vorschlag einer Version mit Einziehfahrwerk, die nie geflogen ist
- CT/4E: Angetrieben von einem 300 PS starken Lycoming-Motor mit Dreiblattpropeller, wurde die CT/4E entwickelt, um an einer USAF-Ausschreibung teilzunehmen, obwohl die Ausschreibung nicht gewonnen wurde, bestellten RTAF, RNZAF und Singapur Maschinen. Es handelt sich hierbei um das aktuelle Serienmodell.
- CT/4F: Diese Version wurde für eine RAAF-Ausschreibung mit einem 300 PS starken Motor angeboten, wobei auch in Verbindung mit Raytheon Australia Glas-Cockpit Avionik, wie sie auch in der Beechcraft T-6 verwendet wird, eingebaut wurde. Zudem wurden Aufhängepunkte unter den Tragflächen, Klimaanlage eingebaut und der Schwerpunkt nach hinten verlegt. Ein Prototyp wurde gebaut.
- CT/4G: eine auf der CT/4E basierendes Flugzeuge mit einem Garmin-G1000-Glascockpit.

## Militärische Nutzung
- Australien
- Israel: 1 Maschine
- Neuseeland
- Rhodesien: Die bestellten Maschinen wurden auf Grund des Embargos nicht ausgeliefert
- Thailand
- Singapur

## Technische Daten
| Kenngröße             | Daten                                                     |
| --------------------- | --------------------------------------------------------- |
| Besatzung             | 2                                                         |
| Länge                 | 7 m                                                       |
| Spannweite            | 7,9 m                                                     |
| Höhe                  | 2,6 m                                                     |
| Flügelfläche          | 11,98 m²                                                  |
| Leermasse             | 780 kg                                                    |
| max. Startmasse       | 1202 kg                                                   |
| Höchstgeschwindigkeit | 426 km/h                                                  |
| Dienstgipfelhöhe      | 5547 m                                                    |
| Reichweite            | 1112 km                                                   |
| Triebwerke            | 1× Teledyne Continental IO-360-HB9 Kolbenmotor mit 157 kW |